# Pteranomalogramma singulare
Pteranomalogramma singulare is een vliesvleugelig insect uit de familie Trichogrammatidae. De wetenschappelijke naam is voor het eerst geldig gepubliceerd in 2005 door Viggiani & Velasquez.